# Костешть (Гинчештський район)
Костешть (рум. Costești) — село у Гинчештському районі Молдови. Входить до складу комуни, адміністративним центром якої є село Івановка.

## Населення
За даними перепису населення 2004 року у селі проживали 349 осіб.
Національний склад населення села:
| Національність       | Кількість осіб | Відсоток |
| -------------------- | -------------- | -------- |
| українці             | 181            | 51,9%    |
| молдавани            | 161            | 46,1%    |
| росіяни              | 3              | 0,9%     |
| болгари              | 1              | 0,3%     |
| інша / без відповіді | 3              | 0,9%     |
| Всього               | 349            | 100%     |